# Uranophora banghaasi
Uranophora banghaasi là một loài bướm đêm thuộc phân họ Arctiinae, họ Erebidae.